# سارة جونز (مصورة)
سارة جونز (بالإنجليزية: Sarah Jones)‏ هي مصورة بريطانية، ولدت في 1959 في لندن في المملكة المتحدة.